# Um Lugar Silencioso
A Quiet Place (bra/prt: Um Lugar Silencioso) é um filme americano de 2018 dos gêneros terror pós-apocalíptico, drama e suspense, dirigido por John Krasinski (que também atua), com roteiro de Scott Beck, Bryan Woods e do próprio diretor.
Beck e Woods começaram a trabalhar na história em 2013, e a Paramount Pictures, comprou seu roteiro de especificação em 2017. Krasinski então se juntou como diretor e escreveu um novo rascunho do roteiro. As filmagens ocorreram entre maio e novembro de 2017 nas cidades de Pawling e Beacon, nos condados de Ulster e Dutchess, localizados no estado de Nova York. Praticamente todo o orçamento foi gasto com locações. Para utilizar futuramente como set de filmagem para o título, a equipe de produção comprou 20 toneladas de milho e contratou agricultores locais para cultivar o cereal. Cenas adicionais foram gravadas na principal rua da cidade de Little Falls, no Condado de Herkimer.
A pré-estreia de Um Lugar Silencioso ocorreu no South by Southwest, em Austin, no dia 9 de março de 2018. Estreou no Brasil em 5 de abril, sendo lançado no dia seguinte nos Estados Unidos no formato convencional. Em Portugal, sua comercialização ocorreu no dia 3 de maio. Tornou-se um sucesso financeiro ao ter arrecadado mais de 340 milhões de dólares mundialmente, ante um orçamento de 17 milhões. Foi aclamado pela crítica especializada, que elogiou sua originalidade, atmosfera, as atuações, a direção e a sonoplastia, chamando-o de "inteligente, perversamente assustador", ao passo que o American Film Institute e o National Board of Review escolheram-no como um dos 10 melhores filmes do ano. A obra recebeu indicações a diversos prêmios, incluindo aos Globos de Ouro de Melhor Trilha Sonora Original, Producers Guild of America de Melhor Filme e aos Prêmios Screen Actors Guild de Melhor Atriz Coadjuvante (Blunt). Uma sequência foi lançada em 2021.

## Enredo
Depois de um ano, a maior parte da população humana da Terra foi aniquilada por criaturas cegas com audição hipersensível que atacam qualquer coisa que faça barulho. As criaturas alienígenas são cobertas por uma armadura de proteção imune a balas e explosivos.
A família Abbott - esposa Evelyn, marido Lee, filha adolescente surda Regan e os filhos mais novos, Marcus e Beau - procuram suprimentos em uma cidade deserta. Andando descalços ao ar livre, a família se comunica na língua de sinais americana. Dentro de uma loja, Beau, de quatro anos, é atraído por um brinquedo do ônibus espacial movido a bateria, mas Lee o leva embora devido ao barulho que faria. Regan devolve o brinquedo para Beau, que também leva as baterias que seu pai tirou dele. Beau ativa o brinquedo quando a família está cruzando uma ponte, alertando uma criatura próxima que o mata.
Mais de um ano depois, Regan luta contra a culpa pela morte de seu irmão, Evelyn entra nos estágios finais da gravidez e Lee tenta inutilmente fazer contato por rádio com o mundo exterior. Lee tenta atualizar o implante cochlear de Regan com amplificadores em miniatura para restaurar sua audição, mas os dispositivos são ineficazes. Mais tarde, Lee leva Marcus a um rio próximo com uma grande cachoeira para ensiná-lo a pescar, enquanto Regan foge para visitar o memorial de Beau. Lee diz a Marcus que é seguro falar quando há sons de fundo mais altos que mascaram suas vozes das criaturas.  Marcus diz que Regan se culpa pela morte de Beau e precisa que seu pai diga que ainda a ama.
Sozinha em casa, Evelyn entra em trabalho de parto. Enquanto caminhava para o porão, ela acidentalmente pisa em um prego exposto com o pé descalço e deixa cair um porta-retratos de vidro, alertando uma criatura próxima. Evelyn liga um interruptor que muda as luzes externas da casa para vermelhas como um sinal para os outros e se esforça para permanecer em silêncio durante as contrações. Chegando na fazenda e vendo as luzes, Lee instrui Marcus a soltar fogos de artifício como uma distração. Lee encontra Evelyn escondida no banheiro com seu filho recém-nascido. Eles fazem o seu caminho para o porão à prova de som improvisado. Lee sai para encontrar as outras crianças. Evelyn adormece, mas acorda para descobrir que o porão está inundado por um cano de água quebrado e que uma criatura está dentro com ela.
Regan e Marcus se refugiam no topo de um silo de grãos e acendem uma fogueira para avisar o pai. No entanto, eles ficam sem gás de isqueiro e o fogo apaga antes de atrair a atenção de Lee. Uma porta de escotilha cede repentinamente e Marcus cai no silo. A porta caindo distrai a criatura que estava perseguindo Evelyn e, em vez disso, tem como alvo Marcus e Regan. Regan, que saltou atrás de Marcus, afunda no milho e quase sufoca, mas Marcus a salva. O implante coclear de Regan reage à proximidade da criatura emitindo um som de alta frequência que a repele. As crianças escapam do silo e encontram seu pai.
A criatura retorna, atacando e ferindo Lee, enquanto Marcus e Regan se escondem em uma caminhonete. Marcus grita, atraindo a criatura de seu pai para a caminhonete. Lee sinaliza para Regan que a ama e sempre amou, antes de gritar para atrair a criatura para ele; a criatura ataca e mata Lee. Regan e Marcus rolam o caminhão colina abaixo para escapar e se reunir com Evelyn e o bebê na casa da fazenda.  Os quatro recuam para o porão. Quando a criatura retorna, Regan, que percebe que o som feito pelo implante incomoda a criatura, liga o dispositivo novamente e o coloca em um microfone próximo, amplificando a frequência sonora. Dolorosamente desorientada, a criatura expõe a carne sob sua cabeça blindada, permitindo que Evelyn a atire fatalmente com uma espingarda. A família vê num monitor de câmeras externas, mostrando duas criaturas atraídas pelo barulho do tiro da espingarda se aproximando da casa. Com seu conhecimento recém-adquirido da fraqueza das criaturas, os membros da família se armam e se preparam para lutar.

## Elenco
- Emily Blunt como Evelyn Abbott, mãe de Regan e Marcus e esposa de Lee. Ela está grávida de seu quarto filho no início do filme. Krasinski descreve Evelyn querendo garantir que seus filhos "sejam pessoas totalmente formadas e plenamente racionais".[16]
- John Krasinski como Lee Abbott, o pai de Regan e Marcus e o marido de Evelyn. Krasinski descreveu seu personagem como um sobrevivente que se concentra em fazer sua família passar todos os dias.[16]
- Millicent Simmonds como Regan Abbott, filha surda de Lee e Evelyn, e irmã de Marcus e Beau. Krasinski disse que procurava uma atriz surda, "... por muitas razões, eu não queria uma atriz não-surda fingindo ser surda. Mais importante ainda, porque uma atriz surda ajudaria meu conhecimento e minha compreensão de as situações eram dez vezes. Eu queria alguém que vivesse e que pudesse me ensinar sobre isso no set."[16]
- Noah Jupe como Marcus Abbott, filho de Lee e Evelyn, e irmão de Regan e Beau. Krasinski notou Jupe na minissérie The Night Manager de 2016 e mais tarde conseguiu ver uma prévia do filme Suburbicon de 2017 para avaliar o desempenho de Jupe.[16]
- Cade Woodward como Beau Abbott, o falecido filho mais novo de Lee e Evelyn, e o irmão de Regan e Marcus. Ele é morto no começo do filme.

## Produção

### Desenvolvimento e escrita
A Quiet Place é uma produção de Sunday Night e Platinum Dunes; foi produzido com um orçamento de 17 milhões de dólares. Krasinski escreveu o roteiro com Scott Beck e Bryan Woods, ambos que escreveram a história. Beck e Woods cresceram juntos no estado americano de Iowa e, na faculdade, assistiram a numerosos filmes mudos. Em 2013, eles começaram a trabalhar na história que levaria ao filme. Eles usaram sua experiência crescendo perto de terras agrícolas como a base para a história, incluindo também uma configuração de silo de grãos como um lugar considerado perigoso em sua educação. Eles iniciaram sua abordagem com uma prova de conceito de 15 páginas. Inicialmente, os escritores consideraram o desenvolvimento do filme como sendo um filme de Cloverfield, mas depois de lançar suas ideias para o estúdio coletivamente, todos os envolvidos decidiram manter o filme como sua própria entidade.
Em janeiro de 2016, Beck e Woods começaram a escrever A Quiet Place a sério. Krasinski leu seu roteiro de especulação no mês de julho seguinte, e apelou para ele com o conceito de pais protegendo seus filhos, especialmente porque ele e sua esposa, a atriz Emily Blunt, tiveram seu segundo filho na época. Blunt encorajou-o a dirigir o filme. Em março de 2017, a Paramount comprou o roteiro de especificações de Beck e Woods. O estúdio contratou Krasinski para reescrever o roteiro e dirigir o filme, que foi seu terceiro crédito como diretor e o primeiro em um grande estúdio. Krasinski citou influências cinematográficas, incluindo Alien (1979), No Country for Old Men (2007) e In the Bedroom (2001) ao escrever um novo rascunho. Blunt leu o rascunho de Krasinski e perguntou-lhe se poderia ser escalado para o filme. Ele concordou, e ambos foram escalados para os papéis principais do filme.

### Filmagens

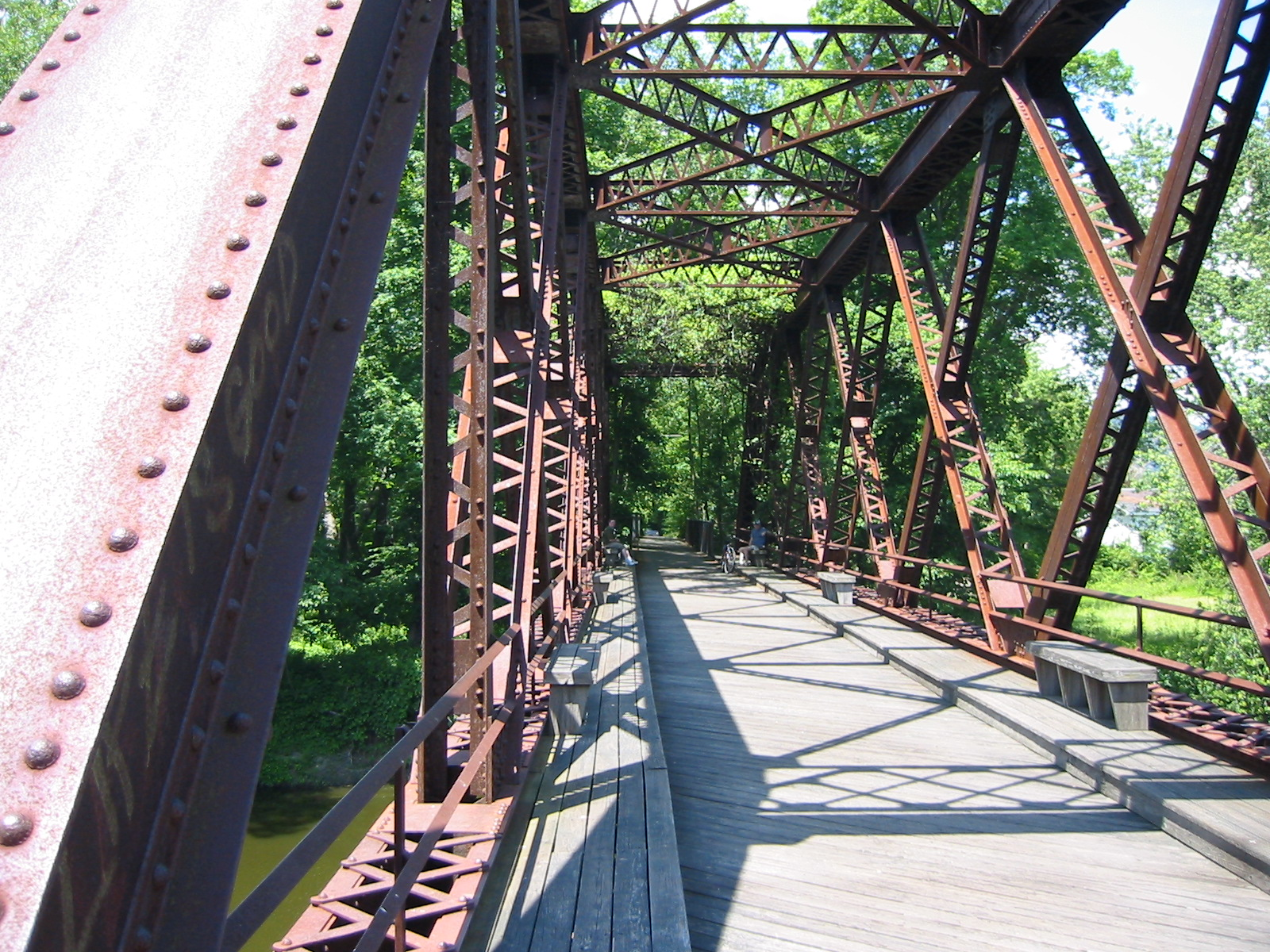
A Springtown Truss Bridge no Wallkill Valley Rail Trail, usada como um local no filme.

A produção ocorreu em 2017 de maio a novembro. A maioria das filmagens ocorreu no estado de Nova York, no Condado de Dutchess e no Condado de Ulster. Os cineastas gastaram seu orçamento localmente, incluindo a compra de 20 toneladas de milho, que eles contrataram para que os agricultores locais crescessem. Algumas filmagens ocorreram em um estúdio na cidade de Pawling, no condado de Dutchess, bem como no local da cidade de Beacon. Fora dos condados de Dutchess e Ulster, as filmagens também ocorreram na Main Street, em Little Falls, no Condado de Herkimer, Nova York.

### Som e música
Durante as filmagens, a equipe evitou fazer ruído para que a diegese para sons de fundo pudessem ser gravados; os sons foram ampliados em pós-produção. A partitura tradicional também foi adicionada para o filme, que Krasinski justificou para o público manter-se familiarizados com o filme e não se sentirem como estarem fazendo parte de uma "experiência silenciosa".
Os editores de supervisão de som Erik Aadahl e Ethan Van der Ryn trabalharam em A Quiet Place. Para cenas da perspectiva da filha surda, o som foi removido para dar maior foco ao visual. Eles também aconselharam organizar fotos para refletir a perspectiva das criaturas, como mostrar um som e mostrar o que estava causando o som. O compositor Marco Beltrami forneceu aos editores de som música para trabalhar de uma forma que não interferiria no design de som durante todo o filme.
No filme, as criaturas são cegas e se comunicam através de sons de clique. Aadahl e Van der Ryn disseram que foram inspirados pela ecolocalização animal, como a empregada pelos morcegos. O som do raio, normalmente evitado pelos editores de som, foi inserido na história em um nível de volume que não incomodaria muito o público.

### Uso da língua de sinais
Como os personagens se comunicam em língua de sinais americana para evitar emitir sons, os cineastas contrataram o orientador surdo Douglas Ridloff para ensinar o ASL aos atores e estarem disponíveis para fazer correções. Os cineastas também contrataram um intérprete da ASL para a atriz surda Simmonds, de modo que a linguagem falada e de sinais poderiam ser interpretadas de um lado para outro no set. Simmonds, que cresceu com a ASL, ajudou a ensinar seus colegas atores a gestuarem. Ela disse sobre a necessidade de praticar ASL, "No filme, estamos trabalhando juntos há anos e anos. Por isso, deve se parecer fluente." Ela observou que o modo como os outros usavam sua língua de sinais refletia o caráter de seus personagens e motivações; o pai tinha sinais breves e breves que mostravam sua mentalidade de sobrevivência, enquanto a mãe tinha sinais mais expressivos como parte dela querendo que seus filhos experimentassem mais que a sobrevivência. Krasinski disse que a personagem de Simmonds era "um pouco da princesa guerreira, a ovelha negra da família" e que ela usou "gestuar isso é muito desafiador, é uma adolescente desafiadora".

## Lançamento
A Quiet Place estreou no festival de cinema South by Southwest como o filme de estreia em 9 de março de 2018. Foi selecionado de 2 458 participações, e ganhou "elogios" dos críticos, de acordo com o IndieWire. Após sua estreia, o filme experimentou o crescimento da mídia social para menos de 52 milhões de visualizações em várias plataformas, superando Get Out (2017), que tinha 46,9 milhões de visualizações.

### Marketing
A Paramount Pictures lançou o primeiro trailer de A Quiet Place em novembro de 2017. Foi ao ar um comercial de 30 segundos para o filme durante o intervalo de futebol americano Super Bowl LII em 4 de fevereiro de 2018. Dos sete trailers que foram ao ar durante o intervalo, A Quiet Place e Red Sparrow foram ao ar durante o pré-jogo e tiveram as audiências mais baixas e conversas sociais. A Quiet Place tinha 149 mil visualizações no YouTube, 275 mil visualizações no Facebook e 2 900 conversas sociais. Em 12 de fevereiro de 2018, Krasinski apareceu no The Ellen DeGeneres Show para apresentar o trailer completo de A Quiet Place.

## Recepção

### Bilheteria
A Quiet Place arrecadou 188 milhões de dólares nos Estados Unidos e Canadá e 152,9 milhões de dólares em outros territórios, totalizando 340,9 milhões de dólares.

#### Previsão de bilheteria
O The Tracking Board informou em 14 de março: "As revisões estelares do SXSW, juntamente com o fato de que não há nada parecido no mercado, devem ajudá-lo a se destacar entre sua competição de maior orçamento".n." O Deadline Hollywood disse em 15 de março que está projetado para arrecadar cerca de 20 milhões de dólares em seu fim de semana de abertura. A Variety informou em 27 de março que o filme "está rastreando para abrir entre" 16 milhões de dólares e 30 milhões de dólares, que alcançou uma bass de 20 milhões de dólares na semana de seu lançamento.
A revista BoxOffice inicialmente estimou em 9 de fevereiro de 2018 que A Quiet Place arrecadaria 17 milhões de dólares em seu fim de semana de abertura e que arrecadaria um total de 60 milhões de dólares nos Estados Unidos. Em 30 de março, aumentou sua estimativa para um fim de semana de abertura bruta de 27,5 milhões de dólares e um total de 85 milhões de dólares nos EUA. A revista disse que o trailer do filme foi bem recebido online e que apareceu frequentemente em prévias para Star Wars: The Last Jedi. O BoxOffice escreveu: "O gênero de terror também mostrou um jeito de super desempenho em relação às expectativas nas bilheterias nos últimos anos, definindo este lançamento para o sucesso em potencial". Ele disse que A Quiet Place teria que competir contra outro filme de terror, Truth or Dare, que seria lançado no final de semana seguinte. A equipe da revista fez comparações "muito favoráveis" entre A Quiet Place e os filmes de 2016, 10 Cloverfield Lane e Don't Breathe.

#### Estados Unidos e Canadá
A Paramount Pictures lançou o filme em 3 508 cinemas nos Estados Unidos e no Canadá em 6 de abril de 2018, ao lado dos filmes Blockers, Chappaquiddick e The Miracle Season. As audiências pesquisadas pelo CinemaScore deram ao filme um grau médio de "B +" em uma escala A+ a F, enquanto que os usuários relatados pelo PostTrak deram uma pontuação geral positiva de 81% e uma "recomendação definitiva" de 63%.
O filme arrecadou 19 milhões de dólares em seu primeiro dia (incluindo 4,3 milhões de dólares em prévias na noite de quinta-feira em 2 750 cinemas), aumentando as projeções de fim de semana para 47 milhões de dólares. Ao contrário da maioria dos filmes de terror que estão lotados na sexta-feira e sofrem quedas no resto do fim de semana, A Quiet Place ganhou 19,1 milhões de dólares no sábado. Ele estreou com 50,2 milhões de dólares, superando as bilheterias e marcando a maior estreia para um filme da Paramount desde Star Trek Beyond em julho de 2016. A essa altura, foi a segunda maior estreia dos Estados Unidos em 2018, atrás de Black Panther.

### Crítica
No site de agregadores de revisão Rotten Tomatoes, o filme detém uma classificação de aprovação de 95% com base em 205 avaliações e uma classificação média de 8,2/10. O consenso crítico do site diz: "A Quiet Place joga habilmente com medos elementares com uma característica de criatura incrivelmente inteligente que é tão original quanto assustador — e estabelece o diretor John Krasinski como um talento em ascensão". No Metacritic, o filme tem uma pontuação média ponderada de 82 em 100, com base em 50 críticas, indicando "aclamação universal". As audiências pesquisadas pelo CinemaScore deram ao filme um grau médio de "B+" em uma escala A+ a F, enquanto os fãs relatados pelo PostTrak deram uma pontuação geral de 84% positiva e 63% "recomendação definitiva".
Escrevendo à revista Rolling Stone, Peter Travers deu ao filme 3,5 de 4 estrelas, dizendo: "A questão que o Krasinski aborda é o que define uma família e o que é necessário para preservá-la? "Quem somos nós?", Pergunta a mãe, "se não podemos proteger nossos filhos?" As respostas são trabalhadas com complexidade satisfatória e sentimento genuíno, provando de fato que o lar é onde a família está. Este novo clássico de terror fritará seus nervos." John DeFore, do The Hollywood Reporter, descreveu o filme como "um aterrorizante suspense com um coração surpreendentemente quente" e disse: "Você pode ter que voltar ao Take Shelter de Jeff Nichols em 2011 para encontrar um filme que usou o fantástico para transmitir combinação de medo e responsabilidade que um bom pai sente.
Owen Gleiberman, da Variety, disse: "A Quiet Place é um exercício de dobrar o gênero totalmente original, tecnicamente elegante e realizado, com alguns momentos vívidos e assustadores, embora seja um pouco apaixonado demais pela lógica apedrejada de sua própria premissa". Michael Phillips do Chicago Tribune deu ao filme 2.5 de 4 estrelas e disse: "Meu momento favorito foi o encontro entre Regan e um dos monstros em um milharal, brinca com som e imagem e tensão, criativamente. Outros pedaços são mais sem vergonha ... Eu não sei se eu chamaria A Quiet Place de agradável, é mais cansativo que catártico."

## Temas

#### Crítica social
Falando sobre os vários comentários políticos e sociais que o filme encorajou, John Krasinski disse: "O melhor elogio que você pode obter em qualquer filme é que começa uma conversa. O fato de as pessoas estarem saindo e falando sobre qualquer coisa é realmente divertido — mas certamente coisas profundas como essa, é incrível." Krasinski, que não cresceu com filmes de terror, disse que filmes anteriores do gênero como Don't Breathe (2016) e Get Out (2017) que tiveram comentários sociais foram parte de sua pesquisa, quando se preparava para A Quiet Place. Além de considerar seu filme uma metáfora para a parentalidade, ele comparou a premissa à política dos EUA em 2018: "Acho que em nossa situação política, é o que está acontecendo agora: você pode fechar os olhos e enfiar a cabeça na areia, ou você pode tentar participar do que está acontecendo." Ele citou Jaws (1975) como uma influência de como o policial protagonista se mudou de Nova York para uma ilha para evitar situações assustadoras e foi forçado a encontrar um em seu novo local com ataques de tubarão.
Matthew Monagle, do Film School Rejects, disse que A Quiet Place parecia ser "a primeira vanguarda do filme de terror esparsamente intelectual do ano", como os filmes de terror anteriores The Babadook (2014) e The Witch (2015). Monagle disse que Krasinski, que havia dirigido dois filmes anteriores, estava "fazendo um pivô incomum em um gênero tipicamente reservado para os recém-chegados" e considerou ser parte de um movimento em direção a filmes de horror e batidas de personagens não encontradas tipicamente em um filme de terror". Tatiana Tenreyro, que escreve para a revista Bustle, disse que enquanto A Quiet Place não era um filme mudo, "é o primeiro de seu tipo dentro do gênero moderno de horror pelo pouco diálogo falado que realmente tem". Ela disse que os raros momentos de diálogo falado "dão profundidade a este filme de terror, mostrando como a narrativa desafia os filmes tradicionais do gênero ainda mais".

## Prêmios e indicações

### Prêmios
Prêmio Saturno
- Melhor Filme de Terror: 2019
- Melhor Roteiro: 2019

### Indicações
Oscar
- Melhor Edição de Som: 2019

 Globo de Ouro
- Melhor Trilha Sonora: 2019